# Deportes ecuestres en los Juegos Olímpicos de Estocolmo 1912
Los deportes ecuestres en los Juegos Olímpicos de Estocolmo 1912 se realizaron en Lindarängen (concurso completo) y el Estadio Olímpico (doma y salto) de Estocolmo del 13 al 17 de julio de 1912.
En total se disputaron en este deporte cinco pruebas diferentes en las disciplinas de doma individual, salto de obstáculos y concurso completo individual y por equipos. El programa de competiciones fue modificado en relación con la edición pasada, las pruebas de salto de longitud y de altura fueron eliminadas y se agregaron cuatro nuevas: doma individual, salto por equipos y concurso completo individual y por equipos.

## Medallistas
| Evento                                         | Oro | Plata | Bronce |
| ---------------------------------------------- | --- | --- | --- |
| Doma individual (15 de julio)                  | Carl Bonde (Emperor) · Suecia · 15 pts.                                                                                         | Gustaf Adolf Boltenstern (Neptun) · Suecia · 21 pts.                                                                                                   | Hans von Blixen-Finecke (Maggie) · Suecia · 32 pts.                                                                                                |
| Salto de obstáculos individual (16 de julio)   | Jacques Cariou (Mignon) · Francia · 186                                                                                         | Rabod von Kröcher (Dohna) · Alemania · 186 | Emmanuel de Blommaert (Clonmore) · Bélgica · 185                                                                                                   |
| Salto de obstáculos por equipos (17 de julio)  | Gustaf Lewenhaupt (Medusa) · Gustaf Kilman (Gåtan) · Hans von Rosen (Lord Iron) · Fredrik Rosencrantz (Drabant) · Suecia · 545  | Pierre Dufour d'Astafort (Amazone) · Jacques Cariou (Mignon) · Ernest Meyer (Allons-y) · Gaston Seigner (Cocotte) · Francia · 538                      | Sigismund Freyer (Ultimus) · Wilhelm von Hohenau (Pretty Girl) · Ernst Deloch (Hubertus) · Federico Carlos de Prusia (Gibson Boy) · Alemania · 530 |
| Concurso completo individual (13-17 de julio)  | Axel Nordlander (Lady Artist) · Suecia · 46,59                                                                                  | Friedrich von Rochow (Idealist) · Alemania · 46,42 | Jacques Cariou (Cocotte) · Francia · 46,32 |
| Concurso completo por equipos (13-17 de julio) | Axel Nordlander (Lady Artist) · Nils Adlercreutz (Atout) · Ernst Casparsson (Irmelin) · Henric Horn af Åminne (Omen) · Suecia · | Friedrich von Rochow (Idealist) · Richard von Schaesberg-Tannheim (Grundsee) · Eduard von Lütcken (Blue Boy) · Carl von Moers (May-Queen) · Alemania · | Benjamin Lear (Poppy) · John Montgomery (Deceive) · Guy Henry (Chiswell) · Ephraim Graham (Connie) · Estados Unidos ·                              |

## Medallero
| Núm. | País           | Oro | Plata | Bronce | Total |
| ---- | -------------- | --- | ----- | ------ | ----- |
| 1    | Suecia         | 4   | 1     | 1      | 6     |
| 2    | Francia        | 1   | 1     | 1      | 3     |
| 3    | Alemania       | 0   | 3     | 1      | 4     |
| 4    | Bélgica        | 0   | 0     | 1      | 1     |
| 4    | Estados Unidos | 0   | 0     | 1      | 1     |
|      | TOTAL          | 5   | 5     | 5      | 15    |